# Antonio Valente
Antonio Valente (ca. 1520 - Napels, ca. 1600) was een Italiaanse componist en organist uit de Renaissance. Hij was blind vanaf zijn kinderjaren. Hij was organist van de Sant'Angelo a Nilo, een kerk in Napels, tussen 1565 en 1580.

## Biografie
Antonio Valente werd omstreeks 1520 geboren, waarschijnlijk in Bari of Rome. Blind vanaf zijn kinderjaren verhuisde hij naar Napels. Hij werd daar in november 1565 aangesteld als organist in de kerk Sant'Angelo a Nilo, de privé-kapel van kardinaal Brancaccio. Hij behield deze post tot mei 1580. Ook componeerde hij en gaf les in muziek. Over zijn verdere leven is niets bekend. In 1601 wordt voor het eerst melding gemaakt dat hij in de periode daarvoor is overleden.
In 1576 publiceerde hij het boek Intavolatura de cimbalo (klavecimbel tabulatuur). Qua composities omvatte dit boek een fantasie, zes ricercari, een Salve Regina, drie chansons diminuties, zes series met variaties op dansen en verschillende willekeurige dansen. Verder bevatte het enige inleidende tekst met een uitvoerige beschrijving van de gebruikte nummer notatie in de tabulatuur. Het boek valt in de categorie Opera Omnia Collecta, omdat het vele types muziek bevatte. Samen met Libro di ricercate uit 1575 van de componist Rocco Rodio (ca. 1535-1607), bevatten ze de vroegste vorm van de School van Napels waaruit later componisten zouden komen zoals Giovanni de Macque en Ascanio Mayone.
In 1580 publiceerde hij een tweede boek, Versi Spirituali...per sonar ne gli organi... (Spirituele Verzen...voor orgel...) In tegenstelling tot zijn eerste boek was zijn tweede boek niet geschreven voor klavecimbel, maar voor orgel. Waarschijnlijk was Valente de eerste componist die duidelijk onderscheid maakte tussen muziek voor snaarinstrumenten met klavieren en orgel.

## Composities (selectie)
- Gagliarda Napolitana - 36 aaneenvolgende variaties op een korte ostinato, gerelateerd aan vroegere Spaanse muziek en de latere passacagli en ciaconne van Frescobaldi.
- Lo ballo dell'intorcia - Maakt gebruik van het Spaanse thema Danza de las Hachas.[3]

- Bibliothèque nationale de France: cb139006730 (data)
- Gemeinsame Normdatei: 124396690
- International Standard Name Identifier: 0000 0000 8232 0921
- Library of Congress Control Number: n79139245
- Nationale Bibliotheek van Letland: 000041230
- MusicBrainz: 329f7284-a254-4a52-9bc5-24c164b03043
- Nationale Bibliotheek van Tsjechië: xx0150866
- Nederlandse Thesaurus van Auteursnamen: 069268711
- Système universitaire de documentation: 130328952
- Virtual International Authority File: 8797152637791920220002